# Манта (город)
Ма́нта, полное название — Сан-Пабло-де-Манта (исп. San Pablo de Manta) — крупнейший город провинции Манаби и пятый по населению город Эквадора. В экономическом плане Манта является третьим по значимости городом Эквадора.
Манта существовала с доколумбовских времён. Это был торговый пост Мантеньос и Инок.
Именно из района Манты в горы поднялись племена, завоевавшие и впоследствии возглавившие доинкское эквадорское государство Китусов.
За последние 50 лет население города Манта увеличилось до 250 000 жителей. Его главная экономическая деятельность — лов тунца. Также экономика поддерживается туризмом и перевалкой грузов в порту.
Именно в порт Манта прибыл Шарль Мари де ла Кондамин, возглавлявший французскую миссию по измерению местоположения экватора в 1735 года. Из Манты Кондамин начал свою поездку внутри страны к Кито.
До июля 2009 в Манте располагалось Военная База Передовых Операций (FOL) Соединённых Штатов Америки. Её официальным предназначением была борьба с наркотрафиком через территорию Эквадора из соседних Перу и Колумбии.
Манта является побратимом Владивостока.